# Dactylolabis
Dactylolabis är ett släkte av tvåvingar. Dactylolabis ingår i familjen småharkrankar.

## Bildgalleri

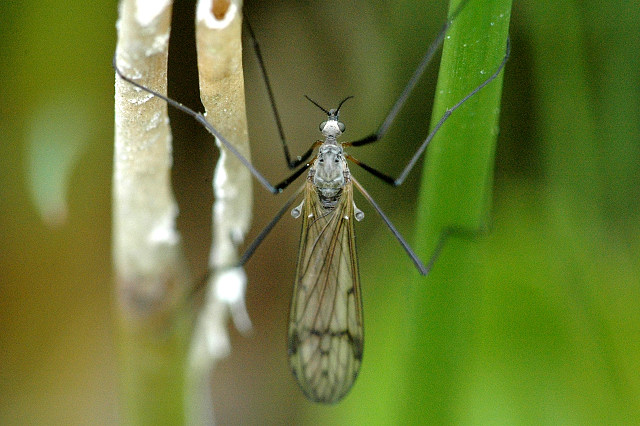
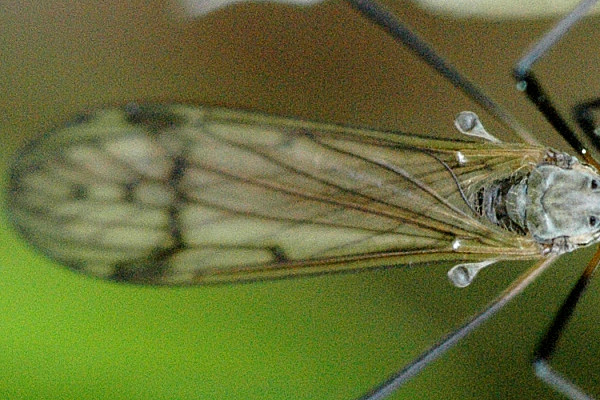
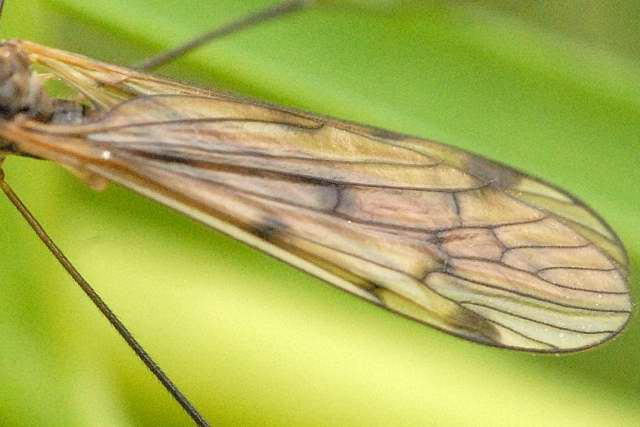

## Dottertaxa tillDactylolabis, i alfabetisk ordning[1]
- Dactylolabis aberrans
- Dactylolabis adventitia
- Dactylolabis anomala
- Dactylolabis carbonaria
- Dactylolabis cingulata
- Dactylolabis confinis
- Dactylolabis corsicana
- Dactylolabis cubitalis
- Dactylolabis damula
- Dactylolabis degradans
- Dactylolabis denticulata
- Dactylolabis dilatata
- Dactylolabis dilatatoides
- Dactylolabis diluta
- Dactylolabis gracilistylus
- Dactylolabis grunini
- Dactylolabis hirtipes
- Dactylolabis hispida
- Dactylolabis hortensia
- Dactylolabis hudsonica
- Dactylolabis imitata
- Dactylolabis jonica
- Dactylolabis knowltoni
- Dactylolabis laticellula
- Dactylolabis longicauda
- Dactylolabis longipennis
- Dactylolabis luteipyga
- Dactylolabis mokanica
- Dactylolabis monstrosa
- Dactylolabis montana
- Dactylolabis nitidithorax
- Dactylolabis novaezemblae
- Dactylolabis nubecula
- Dactylolabis opaca
- Dactylolabis parviloba
- Dactylolabis pechlaneri
- Dactylolabis pemetica
- Dactylolabis posthabita
- Dactylolabis postiana
- Dactylolabis pteropoecila
- Dactylolabis retrograda
- Dactylolabis rhicnoptiloides
- Dactylolabis rhodia
- Dactylolabis satanas
- Dactylolabis sexmaculata
- Dactylolabis sohiyi
- Dactylolabis sparsimacula
- Dactylolabis subdilatata
- Dactylolabis supernumeraria
- Dactylolabis symplectoidea
- Dactylolabis transversa
- Dactylolabis vestigipennis
- Dactylolabis wodzickii